# Las tormentas no vuelven
Las tormentas no vuelven es una obra de teatro, de Santiago Moncada, estrenada en 1982.

## Argumento
Gabriela es secretaria de un catedrático en biología algo despistado llamado Juan. Gabriela aspira, sin éxito, a que se repita entre los dos una vieja historia de amor hace tiempo acaecida. En una noche de tormenta, Juan ve interrumpida la paz de su hogar por una enorme tormenta y por la irrupción de Ana, una joven semi-desnuda, perseguida por Pedro, un joven motorista de dudoso aspecto. Juan protege a la muchacha, que se pone en comunicación telefónica con su abuela, quien la recomienda que pierda la virginidad por ser ocasión propicia. Consumado el acto, aparece la secretaria, agraviada por los celos y la abuela, a la espera de recibir un donativo, consumando así en su nieta la tradición de prostitución que ha caracterizado por generaciones a la familia.

## Estreno
Teatro Príncipe, Madrid, 1 de diciembre de 1982.
- - Dirección: Ángel García Moreno
  - Intérpretes: Jesús Puente (Juan), Licia Calderón (Gabriela), Amparo Larrañaga (Ana), Fernando Arbolella (Pedro), Aurora Redondo (Abuela).

El 22 de noviembre de 1983 se emitió esta representación por Televisión española en el espacio La Comedia.